# Ритман, Альфред
Альфред Ритман (нем. Alfred Rittmann; 23 марта 1893, Базель — 19 сентября 1980, Пьяцца-Армерина, Сицилия) — швейцарский вулканолог, заложивший основы современной вулканологии. Педагог, профессор. Доктор философии. Президент Международной ассоциации вулканологии и химии недр Земли (IAVCEI) (1954—1963).

## Биография
Сын дантиста. Сначала изучал естественные науки в Базельском университете, затем перешёл в Женевский университет, который окончил в 1922 году. Там же получил степень доктора философии (1922) за диссертацию на тему об ультраосновных магматических горных породах Уральских гор.
Позже продолжил учёбу в Париже под руководством Антуана Лакруа, в Вене у Карла Бекке, в Гейдельбергском университете у Виктора Гольдшмидта.
Работал во многих странах мира. В 1926 году банкир Иммануэль Фридландер основал Институт вулканологии в Неаполе, и А. Ритман переехал туда на работу, стал ведущим научным сотрудником института (1926—1934), где детально изучал извержения Везувия, вулканического острова Искья и других вулканов Романской провинции.
В результате исследований появилась его первая большая работа «Evolution und Differentiation des Somma-Vesuvmagmas» (1933).
В 1934 году А. Ритман вернулся в Швейцарию, поселился в Базеле, где до 1941 года работал приват-доцентом петрографии, вулканологии и геохимии в Базельском университете. За эти годы он опубликовал ряд своих основных идей в базовых монографиях.
В 1936 году участвовал в Датско-гренландской экспедиции, руководимой Лауге Кохом, которая исследовала природные богатства Исландии.
В 1941 году А. Ритман вновь отправился в Италию и стал профессором Неаполитанского университета. Проводил до 1948 года по заданию итальянского государства геологические исследования в районе Неаполя, в Тоскане и Албании.
В 1949 году переехал в Александрию (Египет), где с 1950 по 1953 годы работал директором Института геологии и минералогии. С 1953 по 1957 год А. Ритман работал в институте кристаллооптики в Каире. В 1954 году был назначен профессором минералогии геологического института Каирского университета.
В это время он разработал и опубликовал собственную классификацию вулканических пород и систему петрохимических пересчётов.
В 1958—1968 году А. Ритман был директором Института вулканологии при Катанийском университете в Катании (Сицилия), основанном по его инициативе, активно изучал вулкан Этна.

## Научная деятельность
Внёс особый вклад в изучение вулкана Везувий, ему принадлежит первая и широко известная гипотеза образования высококалиевых лав Везувия — гипотеза ассимиляции доломитов. Исследование расплавных и флюидных включений позволило установить физико-химические параметры образования минералов лав и различных включений и ксенолитов (клинопироксена, оливина, плагиоклаза).
В 1941 году Ритман и Кун, основываясь на гипотезе идентичности состава Солнца и Земли и на расчётах фазового перехода в водороде, предположили, что земное ядро состоит из металлического водорода. Эта гипотеза не прошла экспериментальную проверку.

## Избранные труды
- Geologie der Insel Ischia in Zeitschrift für Vulkanologie, Vol. VI. — Berlin, 1930.
- Vulkane und ihre Tätigkeit (Gebundene Ausgabe), 1936.
- Origine e differenziazione del magma ischitano in Bull. Suisse Min. Petr., Vol. 28.
- L’isola d’Ischia. Geologia in Boll. Serv: Geol: Ital., Vol. CI con la collaborazione di V. Gottini. — Roma, 1981.

## Память
- Именем А. Ритмана названы пирокластический конус на вулкане Этна, образовавшийся в результате извержения 1986—1987 гг.
- Щитовой вулкан на Земле Виктории в Антарктиде, проявляющий фумарольную активность
- Минерал ритманит (IMA 1987—048, 08.DH.15).